# Carnaval de Bouaké
Le carnaval de Bouaké est une manifestation culturelle ivoirienne se déroulant à Bouaké et consistant durant une semaine en la tenue d'une foire et d'un défilé dont l'épilogue reste l'incinération de la statue du carnaval. Il se déroule en général fin février-début mars.
Le carnaval, créé en 1964, a repris en 2014 après plusieurs années d'interruption en raison de la guerre civile sous le nom de Foire Forum Carnaval de Bouaké.

## Description
La cérémonie d'ouverture se déroule au Ran Hôtel. Une importante foire à laquelle participent environ 400 commerçants se déroule toute la semaine. On y trouve des produits artisanaux et culinaires ivoiriens.
Plusieurs défilés sont prévus sur la boulevard de la foire, notamment un défilé de chars allégoriques, de troupes de danse et de musiciens, de groupes folkloriques, de majorettes,.
D'autres évènements ont lieu en marge de la foire, un bal masqué, une élection de miss beauté : Miss Carnaval de Bouaké.
Le carnaval se clôture avec l'incinération de « Papa carnaval », une statue construite pour l'occasion.

## Origine
La foire se transmet par tradition orale. Elle célèbre la fin de la saison des pluies et le début de la saison sèche. Les autorités locales  à l'instar d'Abidjan voulaient faire de Bouaké une métropole culturelle et touristique et un lieu d’échanges et de dialogue culturel entre populations d’origine diverse. Accompgné par les personnalités comme Lamine Fadiga, Président de la chambre de commerce de Bouaké, Guy Lapourge,  Directeur du collège d’enseignement général de Bouaké, Président du cercle de l’amicale de Bouaké, Fondateur du service civique et des majorettes de Bouaké,  Djibo Sounkalo  crée en 1964 un carnaval de Bouaké. Au fil des années, la tradition et la modernité se sont mélangés dans les défilés, et permettent de mettre en valeur la culture de Bouaké. Le carnaval de Bouaké valorise aussi le patrimoine culturel des communautés étrangères originaires de la CEDEAO et européennes et Asiatiques. Les chars allégoriques représentent des thèmes de la tradition locale. Cette rencontre multiculturelle a été rompue par la crise militaro-politique qui a sécoué le pays de 2002 à 2010. Ce n'est qu'en 2014 que le carnaval de Bouaké fut remis sur les rails. 

## Notoriété
Le Carnaval de Bouaké attire de nombreux visiteurs de la côte d'ivoire, et possède une notoriété dans toute l'Afrique de l'Ouest. La participation de ministres aux différentes éditions témoignent de l'intérêt de cette foire, sans oublier sa valeur économique,.

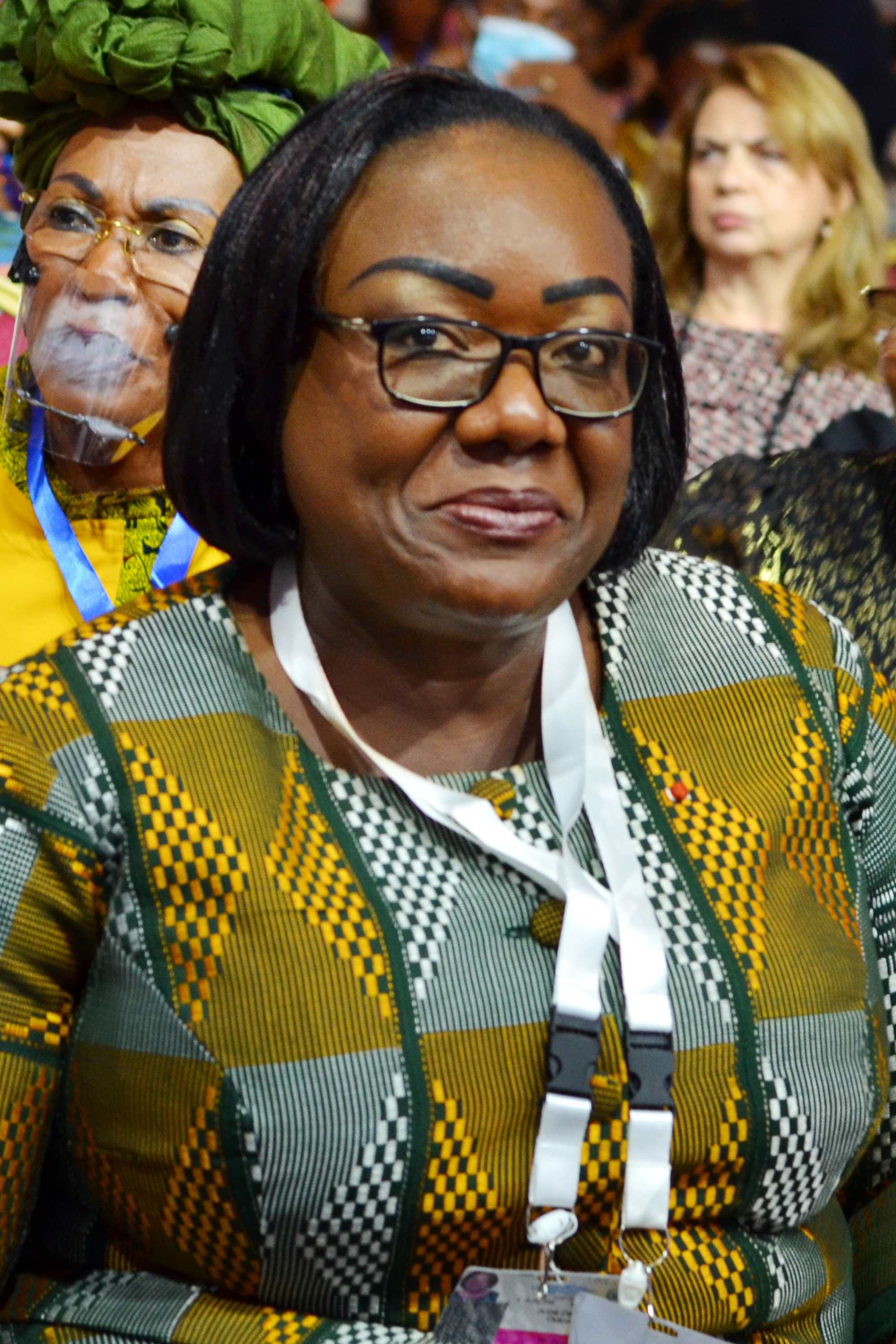
Anne Ouloto, Ministre de la Salubrité, de l’Environnement et du Développement durable, marraine de l'édition 2018 du Carnaval de Bouaké.